# Tamašek jezici
Tamašek jezici (tamashek, tuareški jezici; ISO 639-3: tmh), makrojezik ili malena skupina od četiri individualna jezika kojim govori oko 1 233 000 ljudi na saharskom području sjeverne Afrike.
Tamašek jezici pripadaju široj berberskoj skupini, a dijele se na dvije podskupine. 
U sjevernu podskupinu pripada tahaggart tamahaq [thv] 62 000 u Alžiru, Libiji i Nigeru; u južnu tri jezika: tamasheq [taq] 281 200 u Maliju i Burkini Faso; tawallammat tamajaq [ttq] 640 000 u Nigeru i Maliju; i tayart tamajeq [thz] 250 000 (1998) u Nigeru.
Istaknuti proučavatelj tuareških jezika bio je francuski pustinjak Charles de Foucauld koji je, živeći s Tuarezima, sastavio prvi tuareško-francuski rječnik.

## Vanjske poveznice
- Ethnologue (14th)
- Ethnologue (15th)